# Anomochilus leonardi
Anomochilus leonardi — вид змей из семейства Anomochilidae. Описан по шести экземплярам, обнаруженным на Малайском полуострове в двух штатах Малайзии — Паханг и Селангор. Особь, найденную на севере Калимантана, в настоящее время относят к другому виду — Anomochilus monticola.